# Henrik V av Bayern
Henrik V av Bayern, född okänt år, död 1026, var regerande hertig av Bayern från 1004 till 1026. 